# 17056 Бошетті
17056 Бошетті (17056 Boschetti) — астероїд головного поясу, відкритий 6 квітня 1999 року.
Тіссеранів параметр щодо Юпітера — 3,644.